# Samwatsara
Samwatsara – indyjski kalendarz księżycowo-słoneczny powstały z reformy ery Wikrama (samwat).

## Fazy Księżyca
- purnima – dzień pełni
- amawasja – dzień nowiu

## Miesiące księżycowe
Miesiąc księżycowy dzieli się na dwie połowy paksza (skrzydło) i dni lunarne tithi. Nazwy miesięcy wywodzą się od nazw nakszatr (konstelacji indyjskiego zodiaku lunarnego), w których znajdował się Księżyc w pełni, gdy wprowadzano kalendarz samwatsara.
| Lp. | Nazwa       | Transliteracja          | Okres trwania                              |
| --- | ----------- | ----------------------- | ------------------------------------------ |
| 1   | Ćajtra      | Caitra                  | od połowy marca do połowy kwietnia         |
| 2   | Wajśakha    | Vaisākha                | od połowy kwietnia do połowy maja          |
| 3   | Dźjesztha   | Jyeṣtha                 | od połowy maja do połowy czerwca           |
| 4   | Aszadha     | Āṣādha                  | od połowy czerwca do połowy lipca          |
| 5   | Śrawana     | Śrāvana                 | od połowy lipca do połowy sierpnia         |
| 6   | Bhadrapada  | Bhādrapada              | od połowy sierpnia do połowy września      |
| 7   | Aświna      | Aśvina                  | od połowy września do połowy października  |
| 8   | Karttika    | Kārttika                | od połowy października do połowy listopada |
| 9   | Margaśirsza | Mārgaśirṣa (Agrahayana) | od połowy listopada do połowy grudnia      |
| 10  | Pausza      | Pauṣa                   | od połowy grudnia do połowy stycznia       |
| 11  | Magha       | Māgha                   | od połowy stycznia do połowy lutego        |
| 12  | Phalguna    | Phālguna                | od połowy lutego do połowy marca           |

## Rok
- Początek roku lunarno-solarnego przypada na purnimę po równonocy wiosennej w miesiącu ćajtra.
- Rok księżycowy składa się z 12 miesięcy i obejmuje tylko 354 dni.

Dlatego co dwa i pół roku dodaje się dodatkowy trzynasty miesiąc adhikamsa.